# 自己弁温存大動脈基部置換術
自己弁温存大動脈基部置換術（英: Valve-sparing aortic root replacement）とは、心臓外科手術における術式の一つである。後述するデービッドらにより考案された術式はデービッド手術（英: David procedure）とも呼ばれる。
大動脈基部置換術の術式のうち、大動脈弁を人工弁に置き換えることなく、自己弁を温存する方法である。類似した二つの術式が、ヤクー（Magdi Yacoub）とデービッド（Tirone E. David）によりそれぞれ独立に報告された。

## 術式
自己弁温存大動脈基部置換術は、自己大動脈弁を温存しつつ、弁輪、バルサルバ洞、STジャンクション（バルサルバ洞・大動脈管接合部）の大動脈基部の形態を再構築することを目的とする。術式にはリインプランテーション法（デービッド手術）とリモデリング法（ヤクー手術）がある。

### リモデリング法
ヤクーらにより報告された術式であり、ヤクー手術とも呼ばれる。3つのバルサルバ洞を切除し、王冠状になった大動脈弁輪部をそれに合わせて人工血管の断端を3つの舌状にしたものを吻合する。形成後の形態および機能がデービッド手術（リインプランテーション法）に較べてより生理的に実現出来る術式である。

### リインプランテーション法
デービッドらにより報告された術式であり、デービッド手術とも呼ばれる。王冠状になった大動脈弁輪部を人工血管の中に内包する方法である。デービッドらのリインプランテーション法はストレートの人工血管を使用したバルサルバ洞の無い形（David-I法）であったが、リモデリング法のようにバルサルバ洞内の渦流が弁の開閉をスムーズにし、また長期予後において、弁輪が固定されているため弁逆流が少ないことから、リインプランテーション法でありながらバルサルバ洞を持つ方法（David-V法）が考案された。また、ミラーらにより2つの径の異なる人工血管を用いてバルサルバ洞を作成する方法（ST modification）、高本らにより1つの大きめの人工血管の両端を縫縮することでバルサルバ洞を作成する方法（UT modification）が考案された。